# Copacabana (canción)
«Copacabana», también conocida como «Copacabana (At the Copa)» (en español: —«Copacabana (En El Copa)»—) es una canción grabada por Barry Manilow.

## Lanzamiento
«Copacabana» debutó en la lista Top 40 de la revista Billboard el 7 de julio de 1978 y alcanzó el puesto número 8. También alcanzó el Top 10 en Bélgica, Canadá, Francia y los Países Bajos. A nivel internacional, la canción es el tercer mayor éxito de Manilow. La pista fue su primer sencillo de oro para una canción que escribió o coescribió.

## Recepción
En 1978, Cash Box dijo que «un ritmo latino, congas y percusión añadida, así como cuerdas y trompetas lo hacen inusual».

## Película de televisión y musical
En 1985, Manilow y sus colaboradores Bruce Sussman y Jack Feldman expandieron la canción a un musical de larga duración hecho para televisión, también llamado Copacabana, escribiendo muchas canciones adicionales y ampliando la trama sugerida por la canción.
Esta versión cinematográfica fue ampliada por Manilow, Feldman y Sussman para convertirla en un musical de dos actos, titulado Copacabana, que se representó en el Teatro Príncipe de Gales del West End de Londres durante dos años antes de una larga gira por el Reino Unido. Posteriormente se montó una producción americana que recorrió Estados Unidos durante más de un año. Desde entonces se han realizado más de 200 producciones en todo el mundo.